# Подере Сан Роко (Салерно)
Подере Сан Роко је насеље у Италији у округу Салерно, региону Кампанија.
Према процени из 2011. у насељу је живело 28 становника. Насеље се налази на надморској висини од 31 м.